# Volvo EX30
L'EX30 est un crossover électrique produit par le constructeur automobile suédois Volvo à partir de 2023.
Au troisième semestre 2024, la Volvo EX30  est la troisième voiture BEV la plus vendue sur le marché des 28 pays européens, avec 36980 ventes.

## Présentation
La Volvo EX30 est présentée le 7 juin 2023 avec un lancement commercial dans la foulée,. Sa variante baroudeuse EX30 Cross Country est présentée le 18 juin 2023 et commercialisée à partir de 2024.

## Caractéristiques techniques
Le crossover EX30 repose sur la nouvelle plateforme technique SEA (Sustainable Electric Architecture) spécifique aux modèle électriques du Groupe Geely dont font partie Volvo, Smart, Lynk & Co et Zeekr, et que l'on retrouve notamment sur la Smart #1, avec qui il partage ses chaînes de montage à Xi'an, en Chine.
Le crossover bénéficie d'un volume de coffre de 318 litres, 904 avec la banquette arrière rabattue, celle-ci étant coulissante. Un second coffre à l'avant offre une contenance de sept litres supplémentaires.

### Motorisations
La motorisation standard est constituée d'un moteur électrique de 200 kW (272 ch) et 343 N m de couple, positionné sur l'essieu arrière. La version à transmission intégrale dispose du même moteur arrière que la version standard et ajoute un moteur électrique de 115 kW (156 ch) sur l'essieu avant pour une puissance cumulée de 337 kW (458 ch) et 543 N m de couple.

### Batterie
L'EX30 propulsion « Single » dispose d'une batterie LFP (lithium-fer-phosphate), produite par l'entreprise chinoise CALB, d'une capacité de 51 kWh lui autorisant une autonomie de 344 km, quand la version « Single Extended Range » propose une batterie NMC (nickel, cobalt et manganèse) de 69 kWh pour 480 km d'autonomie. La version « Twin Performance » (à transmission intégrale) avec la batterie 69 kWh atteint 460 km d'autonomie.
| Logo de Volvo                        | Caractéristiques techniques    | Caractéristiques techniques    | Caractéristiques techniques    |
| Logo de Volvo                        | Single                         | Single Extended Range          | Twin Performance               |
| ------------------------------------ | ------------------------------ | ------------------------------ | ------------------------------ |
| Type de moteur                       | Synchrone à aimants permanents | Synchrone à aimants permanents | Synchrone à aimants permanents |
| Puissance moteur (kW)                | arrière: 200                   | arrière: 200                   | arrière : 200 avant : 115      |
| Puissance maximale (ch)              | 272                            | 272                            | 428                            |
| Couple maximal (N m)                 | 344                            | 344                            | 543                            |
| Transmission                         | Propulsion                     | Propulsion                     | Intégrale                      |
| Vitesse maximale (km/h)              | 180                            | 180                            | 180                            |
| 0-100 km/h (s)                       | 5,7                            | 5,3                            | 3,6                            |
| Masse à vide (kg)                    |                                |                                |                                |
| Batterie                             |                                |                                |                                |
| Type                                 | Lithium-Fer-Phosphate (LFP)    | Nickel-Manganèse-Cobalt (NMC)  | Nickel-Manganèse-Cobalt (NMC)  |
| Capacité brute (kWh)                 | 51                             | 69                             | 69                             |
| Capacité nette (kWh)                 |                                |                                |                                |
| Autonomie mixte WLTP (km)            | 344                            | 480                            | 460                            |
| Consommation (kWh/100 km)            | 16,7                           | 15,7                           |                                |
| Poids (kg)                           | 1 841                          | 1 860                          | 1 963                          |
| Puissance maximale de charge         |                                |                                |                                |
| en courant alternatif monophasé (AC) |                                |                                |                                |
| en courant alternatif triphasé (AC)  | 11                             | 22                             | 22                             |
| en courant continu (DC)              | 135                            | 155                            | 155                            |
| Temps de recharge                    |                                |                                |                                |
| sur une prise domestique             |                                |                                |                                |
| sur une Wallbox 11 kW                |                                |                                |                                |
| sur une borne rapide 125 kW          |                                |                                |                                |

## Finitions
Finitions au lancement en France :
- Start
- Plus
- Ultra

## Récompenses
- Guerrier écologique de l'année 2023 selon Top Gear[11]
- Auto Gids Meilleure voiture électrique de ville 2023[12]
- The Sun Voiture de l'année 2023[13]
- Popular Science Meilleur des nouveautés 2023[14]
- Carwow Voiture de l'année 2024[15]
- Electrifying.com Voiture de l'année 2024[16]